# Джером Фрідман
Джером Айзек Фрідман (англ. Jerome Isaac Friedman; 28 березня 1930, Чикаго, США) — американський фізик, професор, лауреат Нобелівської премії з фізики в 1990 р. за основоположні дослідження, що підтверджують існування кварків («за піонерські дослідження глибоконепружного розсіювання електронів на протонах і пов'язаних нейтронах, істотно важливих для розробки кваркової моделі в фізиці частинок»). Інститутський професор Массачусетського технологічного інституту.

## Біографія
Батьки Фрідмана емігрували в США з Росії. Джером Айзек Фрідман народився в Чикаго. Закінчив Чиказький університет. Там же захистив дисертацію і здобув ступінь доктора філософії з фізики (1956). Викладав у Чиказькому університеті (1956–1957) і Стенфордському університеті (1957–1960). З 1960 Джером Фрідман викладає в Массачусетському технологічному інституті. Тут він обійняв посаду професора і в 1983 очолює кафедру фізики.
Протягом своєї кар'єри Фрідман займався дослідженнями в області елементарних частинок. Фізики до того часу вже знали про існування протонів і нейтронів. З 1950 робляться спроби знайти дрібніші частинки. У 1964 вчені М. Гелл-Манн і Джордж Цвейг зробили припущення про існування кварків, але довести їх існування не могли. Використовуючи новітній потужний лінійний прискорювач в Стенфорді, Фрідман та його колеги — Річард Е. Тейлор і Генрі У. Кендалл в 1967–1973 провели ряд експериментів по бомбардуванню протонів електронами. Очікувалося, що електрони або пройдуть крізь них, або перестрибнуть. Дійсність спростувала їх очікування. При збільшенні швидкості електронів до величини, близькою до швидкості світла, вчені побачили, що більшість з цих електронів відскакують від протонів під різними кутами найдивовижнішим чином, що підтверджувало наявність у них якихось дрібніших частинок, умовно названих кварками. У результаті ретельної обробки результатів експерименту і класифікації знайдених частинок, вчені представили набір кварків, названих: верхній (up), нижній (down), зачарований (charm), дивний (strange), істинний (truth), гарний (beauty).
За основні дослідження, що підтверджують існування кварків, Джером Фрідман, спільно з Тейлором і Кендаллом удостоєний Нобелівської премії з фізики (1990).